# Karl Ludwig von Grünne

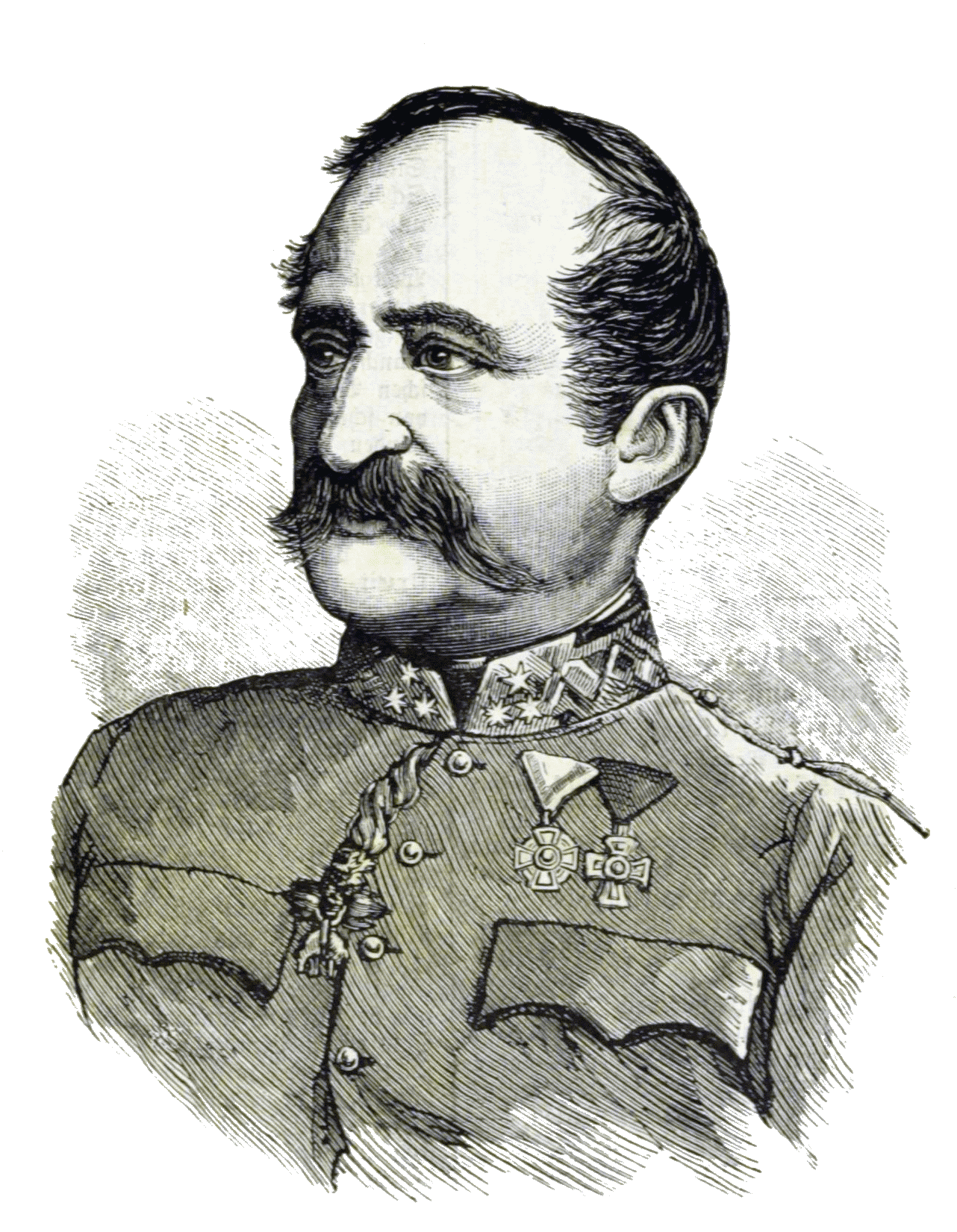
Karl Ludwig von Grünne als General der Kavallerie (Wiener Salonblatt, 1873)

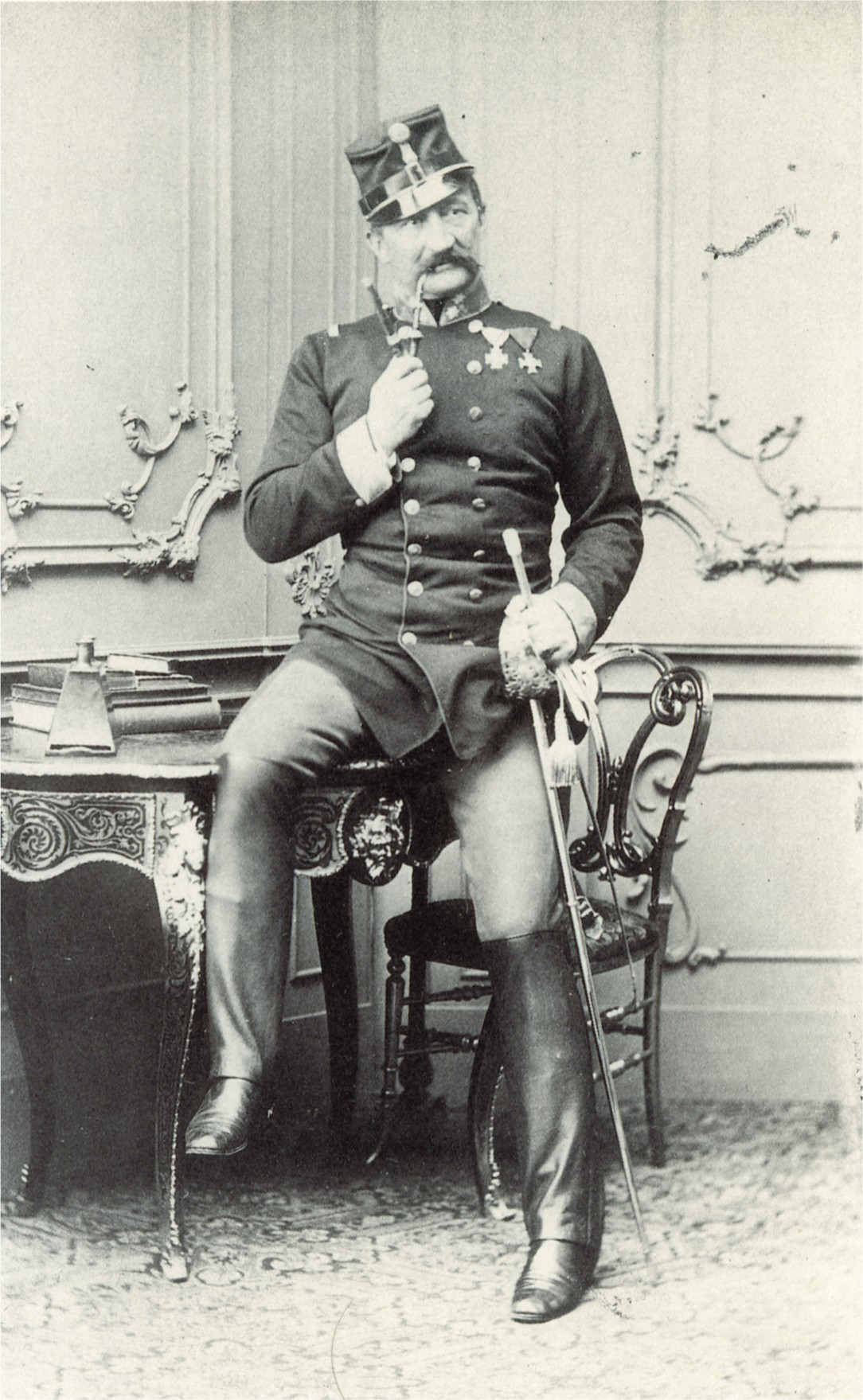
Karl Ludwig von Grünne

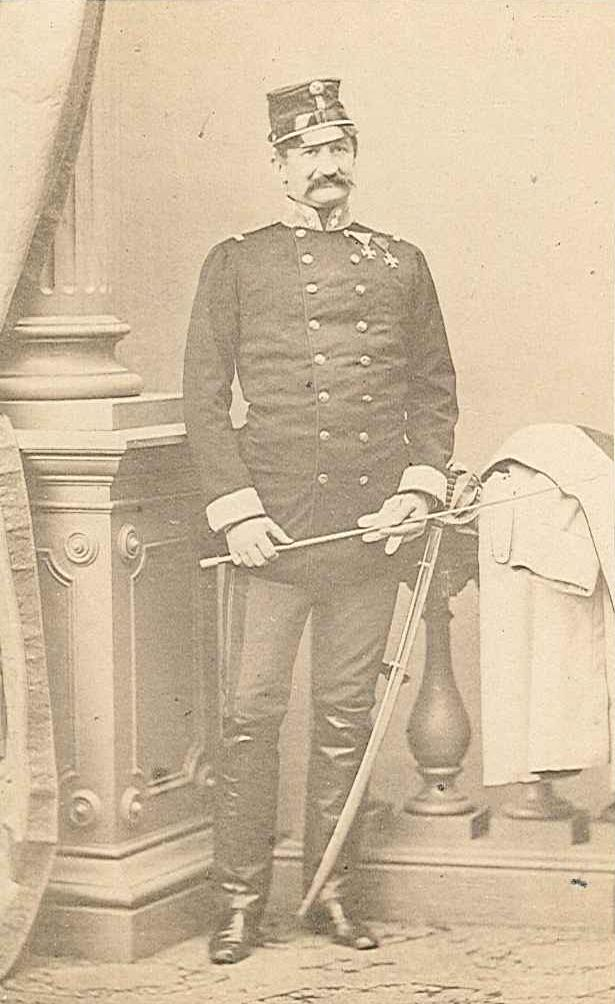
Karl Ludwig von Grünne

Karl Ludwig Grünne, Graf von Pinchard (* 25. August 1808 in Wien; † 15. Juni 1884 in Baden (Niederösterreich)) war ein österreichischer General.

## Herkunft
Er war der einzige Sohn des Generals der Kavallerie Philipp Ferdinand Grünne (* 15. Mai 1762;†  26. Jänner 1854) und dessen Ehefrau Rosalie von Felz (Feltz) (* 10. Februar 1779; † 1811).

## Leben und Wirken
Karl Ludwig Grünne trat 1828 in das Ulanenregiment seines Vaters ein. 1838 wurde er zum Major befördert, 1843 zum Oberst und zugleich Vorsteher des Hofstaats bei Erzherzog Stephan. 1847 zum k.k. wirklichen geheimen Rat ernannt, erfolgte im August 1848 die Berufung zum Obersthofmeister des damaligen Erzherzogs und späteren Kaisers Franz Joseph I. Am 19. Oktober 1848 wurde er zum Generalmajor, am 2. Dezember 1848 zum ersten Generaladjutanten des nunmehrigen Kaisers ernannt, dessen Militärkanzlei er ab jenem Tage leitete. In dieser Stellung wurde Grünne am 12. Juli 1850 zum Feldmarschallleutnant befördert.
Nach der Niederlage Österreichs im Sardinischen Krieg, 1859, richtete sich der Unmut der Bevölkerung und der Armee speciell gegen Grünne, dem man stellvertretend für den in Armee und Volk vorherrschenden Geist, der große Neuerungen nicht aufkommen ließ, Schuld am Ausgang des Krieges gab.
Mit Handschreiben vom 20. Oktober 1859 enthob ihn der Kaiser seines Postens als erster Generaladjutant in Gnaden, bestellte ihn uno actu zum Oberststallmeister unter anderem der Spanischen Hofreitschule und zeichnete ihn mit dem Großkreuz des St.-Stephans-Ordens aus. Grünne behielt auf Wunsch des Kaisers die Capitänstelle der Leibgarde-Gendarmerie.
Am 22. November 1864 wurde Graf Grünne zum General der Kavallerie befördert, am 23. August 1865 zum Inhaber des Ulanenregiments Nr. 1 und 1865 Ritter des Ordens vom Goldenen Vlies.
Das Amt des Oberststallmeisters bekleidete Grünne, dessen Gesundheit in jenen Tagen schon beträchtlich angegriffen war, bis zum 3. November 1875. Mit Eintritt in den Ruhestand lebte er (während der Sommermonate) in Baden in völliger Zurückgezogenheit.
Ab 1883 war er Mitglied des Herrenhauses, das Oberhaus des österreichischen Reichsrates, musste jedoch mit Rücksicht auf seine körperliche Verfassung vielen Sitzungen fernbleiben.
Graf Grünne war ein Günstling von Erzherzogin Sophie gewesen, mit starken Einfluss auf den jungen Franz Joseph. Die ungebrochene Anerkennung Grünnes durch das Erzhaus zeigte sich unter anderem darin, dass sowohl Kaiser Franz Joseph I. als auch Kronprinz Rudolf in Begleitung seiner Gemahlin, Stephanie, dem Erkrankten jeweils einen Hausbesuch abstatteten.
Nach Einsegnung in der k.k. Hofkirche (Frauenkirche, Maria die Glorreiche) in Baden bei Wien wurde der Leichnam Graf Grünnes nach Dobersberg überführt, wo am 19. Juni 1884 in der Familiengruft die Beisetzung erfolgte.

## Familie
Karl Graf Grünne heiratete am 16. Mai 1831 Caroline, eine geborenen Gräfin von Trauttmansdorff-Weinsberg. In späteren Jahren vollzog das Paar eine Trennung, nicht auf Basis einer gerichtlichen, sondern einer Privatscheidung im gegenseitigen Einverständnisse. Der Ehe entstammten drei Töchter sowie zwei Söhne, darunter:
- Karoline (* 5. Juli 1832; † 1911) ⚭ 1852 Graf Koloman von Széchényi (1824–1914), Eltern von Manó Széchényi
- Philipp (* 4. November 1833; † 25. März 1902), Feldmarschall-Lieutenant, Träger de Goldenen Vließ[7] ⚭ 1878 Klothilde von Thun und Hohenstein (* 5. Januar 1854)
- Rudolf Ferdinand Karl (* 19. September 1838), Oberst a. D.
- Therese Lidwina Josephine (* 1. August 1840) ⚭ 1864 Graf Humbert Czernin von und zu Chudenitz (* 15. Januar 1827; † 39. November 1910)